# Tetragnatha jejuna
Tetragnatha jejuna este o specie de păianjeni din genul Tetragnatha, familia Tetragnathidae. A fost descrisă pentru prima dată de Thorell, 1897.
Este endemică în Myanmar. Conform Catalogue of Life specia Tetragnatha jejuna nu are subspecii cunoscute.